# Ragna Árnadóttir

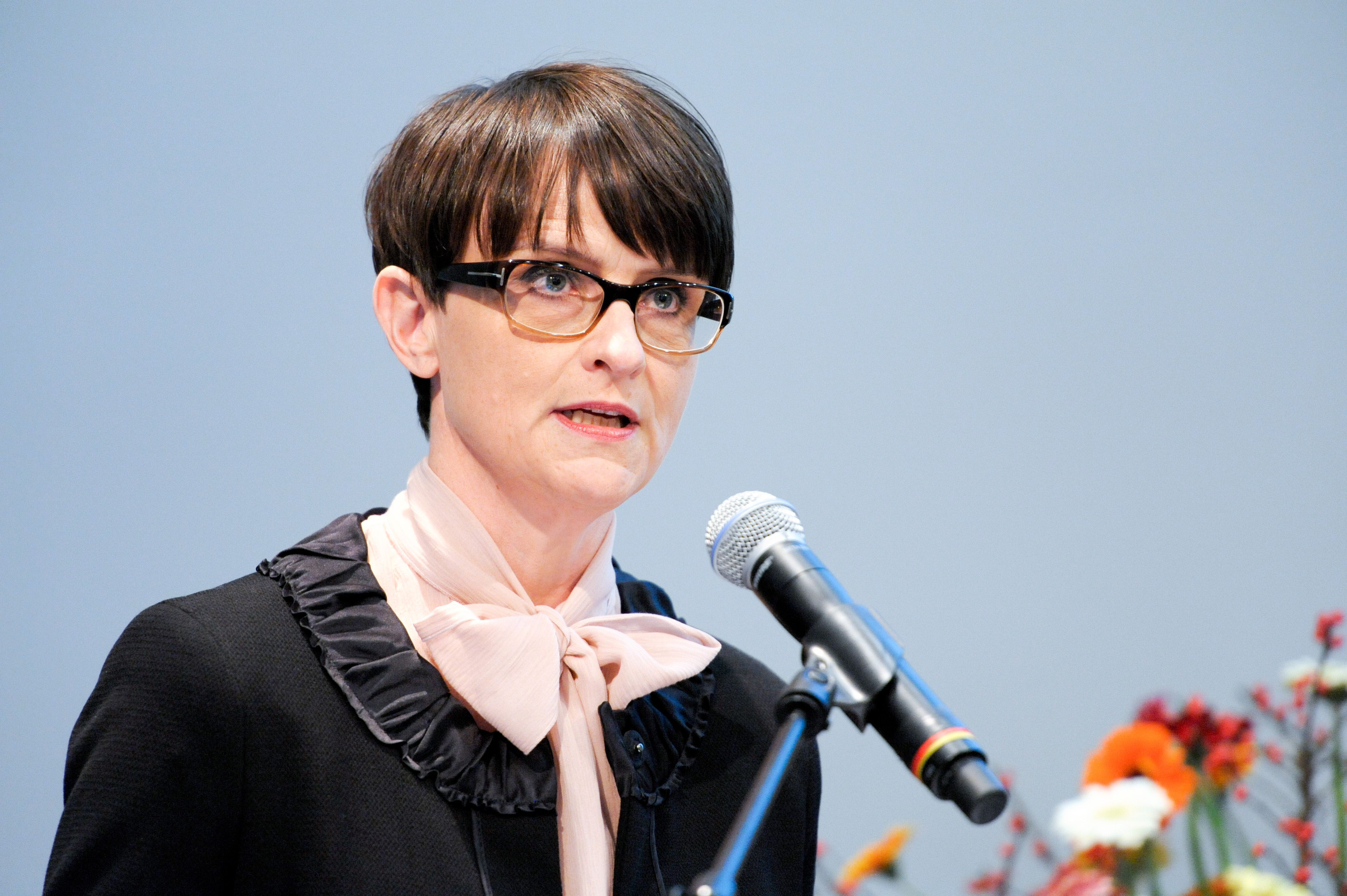
Ragna Árnadóttir (2010)

Ragna Árnadóttir (* 30. August 1966 in Reykjavík) ist eine isländische Politikerin. Sie war Justizministerin vom 1. Februar 2009 bis 2. September 2010.
Sie studierte Rechtswissenschaften an der Universität Islands und der Universität Lund, die sie 2000 mit einem LL.M. abschloss. Sie war zuerst als Rechtsberaterin für unterschiedliche Organisationen tätig, unter anderem für das Isländische Parlament Althing, das Gesundheitsministerium und das Justizministerium. Im Januar 2009 wurde sie zur Büroleiterin des Premierministers bestellt. Wenige Tage später wurde sie Justizministerin Islands.